# ستيوارت س. ديفيدسون
ستيوارت س. ديفيدسون (بالإنجليزية: Stuart C. Davidson)‏ هو شخصية أعمال أمريكي، ولد في 9 سبتمبر 1922 في دايتون في الولايات المتحدة، وتوفي في 1 أغسطس 2001 في أوسلو في النرويج.